# Dysspastus musculina
Dysspastus musculina is een vlinder uit de familie dominomotten (Autostichidae). De wetenschappelijke naam is voor het eerst geldig gepubliceerd in 1870 door Staudinger.
Deze vlinder komt voor in Europa.